# 김형우 (바둑 기사)
김형우(金炯佑, 1988년 3월 2일 ~ )는 대한민국의 바둑 기사이다.

## 약력
2005년 102회 연구생 내신성적 1위로 입단하였으며 2012년 6단을 거쳐, 2014년 7월에 7단으로 승단하였다. 2014년 제19기 박카스배 천원전 본선 16강에 진출하였다. 2018년 8단으로 승단했다. 2021년 9단으로 승단했다.